# يوحنا بن زبدي

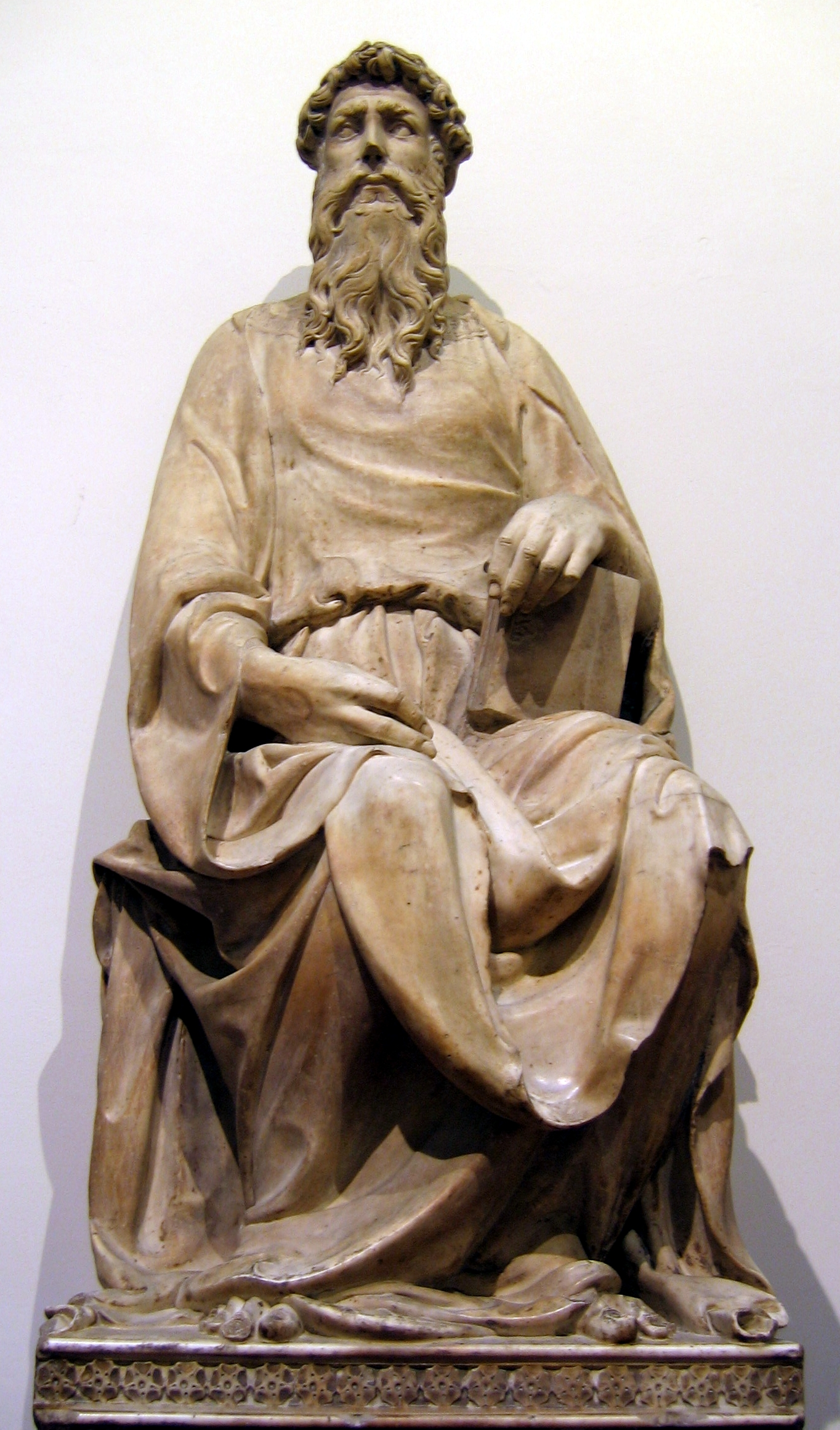
تمثال يوحنا الرسول وهو يقبض على إنجيله، للنحات دوناتيلو موجود في متحف ديل أوبيرا ديل دومو - فلورنسا، إيطاليا.

القديس يوحنا الإنجيلي (بالعبرية والآرامية יוחנן يوحانون ومعناه الله يتحنن، اسمه باليونانية Ἰωάννης يوأنس، بالقبطية: ⲓⲱⲁⲛⲛⲏⲥ أو ⲓⲱ̅ⲁ يوأنِّس) ويُعرف أيضا بيوحنا الرائي وبيوحنا الحبيب، هو ابن زبدي وسالومة وشقيق يعقوب الكبير وكان الشقيقان من تلاميذ المسيح الإثني عشر، وبحسب التقليد المسيحي فإنه كاتب إنجيل يوحنا - لذلك يلقب بالإنجيلي - وكاتب الرسائل الثلاث التي تنسب إليه وأخيرا كاتب سفر الرؤيا.

## قرابته من يسوع
بعض علماء العهد الجديد يقارنون بين النصوص الواردة في (يوحنا 19 : 25) و (متى 27 : 56) و (مرقس 15 : 40)، والتي تذكر أسماء لعدة نساء، فينسبون شخصية مريم أم يعقوب الصغير ويوسف في إنجيلي مرقس ومتى إلى مريم زوجة كلوبا التي ذكرت في نص إنجيل يوحنا، ويتكرر اسم مريم المجدلية في النصوص الثلاثة، فيبقى اسم سالومة في إنجيل مرقس وينسبونها إلى «أم بني زبدي» التي ذكرت في إنجيل متى، وأخيرا ينسبون سالومة إلى «أخت أمه مريم» التي ذكرت في إنجيل يوحنا، فاستنادا إلى المقاربة الأخيرة يعتقدون بأن إنجيل يوحنا  كان يتكلم عن أربع نساء، فإذا كان هذا الافتراض الأخير هو الصحيح فإن سالومة أم يعقوب ويوحنا ستكون شقيقة مريم العذراء وعليه فإن يعقوب ويوحنا سيكونان أولاد خالة يسوع وهذا الأمر قد يفسر العلاقة المميزة بينهم، حيث نجد في (متى 20 : 20 – 23) أن سالومة تقدمت إلى يسوع وطلبت منه أن يجلس ولديها واحد عن يمينه والآخر عن يساره في مملكته، وعند الصليب عهد يسوع بأمه مريم إلى ابن أختها – الافتراضي – يوحنا بن زبدي، ولكن في نهاية الأمر لا يسعنا التأكد من حقيقة هذه القربة – إن وجدت – بين يسوع وبين الأخوين يعقوب ويوحنا لأن غاية تلك النصوص كانت الحديث عن وجود شهود على عملية الصلب والدفن وليس الحديث عن قرابات أو علاقات عائلية.

## القديس يوحنا في الإنجيل

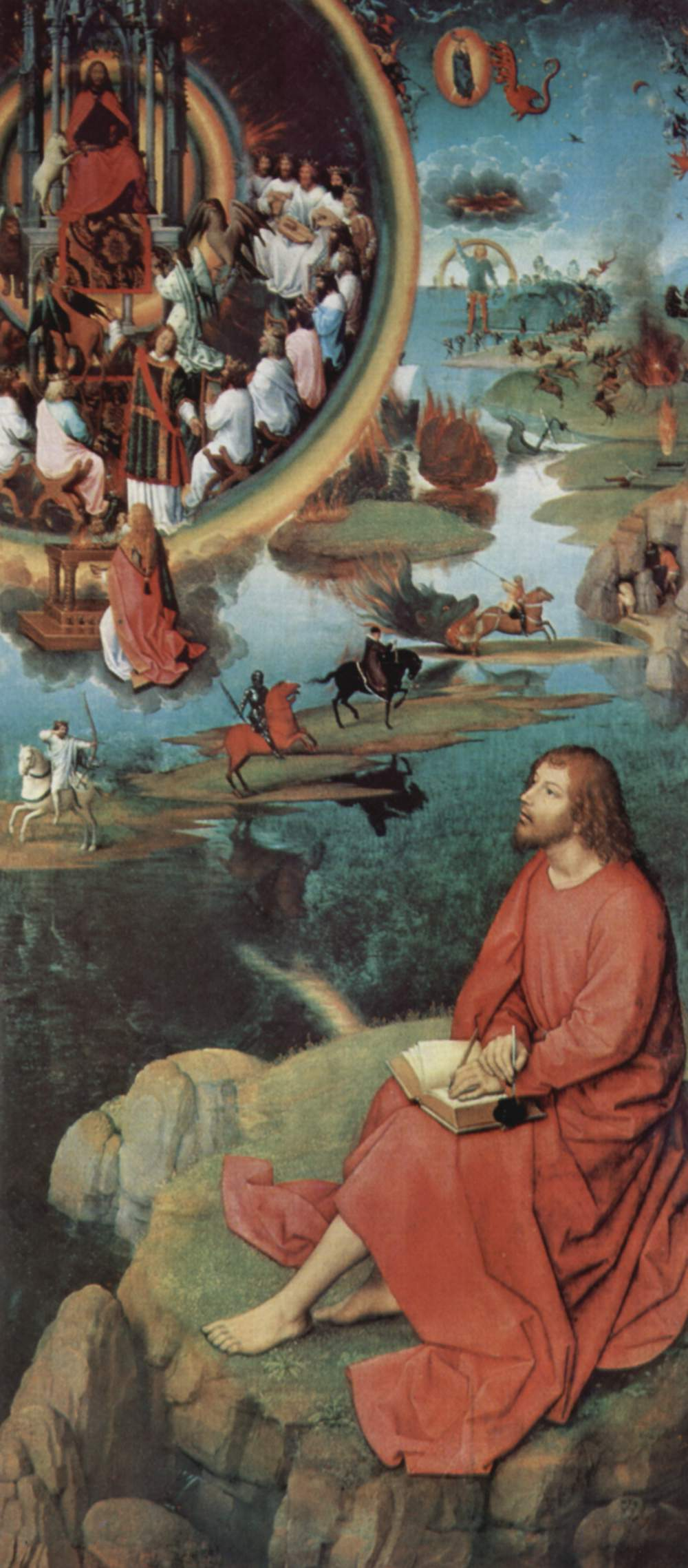
القديس يوحنا وهو يدون سفر الرؤيا

بحسب الإنجيل فإن يوحنا هو ابن زبدي وشقيق يعقوب الكبير واسم أمه سالومة، وكان الأخوان يعملان مع والدهما زبدي بصيد السمك في بحيرة جنيسارات – بحيرة طبرية -، كان في البدء من تلاميذ يوحنا المعمدان وبعد ذلك أصبح واحدا من تلاميذ يسوع الإثني عشر، وهو من القديسين الكبار بالنسبة لمعظم المسيحيين وتعيد له الكنيسة الكاثوليكية في الـ 27 من ديسمبر / كانون الأول، بينما تعيد له الكنائس الأرثوذكسية في الـ 26 سيبتمبر / أيلول.
كان ليوحنا موقع بارز بين الرسل الإثني عشر فكان يسوع يختصه مع بطرس ومع يعقوب شقيقه لمعاينة أحداث مهمة وخاصة، فقد شهد هؤلاء الثلاثة حادثة إقامة يسوع لابنة أحد رؤساء اليهود من الموت ، وحادثة تجلي يسوع على الجبل ، والآلام في بستان جثسيماني ، وقد كان يوحنا وبطرس هما الوحيدان اللذان أرسلهما يسوع إلى المدينة لتحضير عشاء الفصح أو العشاء الأخير ، وفي أثناء العشاء كان ليوحنا مركزاً مميزاً على المائدة فقد جالسا بجانب يسوع ومتكئا على صدره ، وبحسب معظم تفاسير الإنجيل فإن يوحنا كان «التلميذ الآخر» الذي تبع مع بطرس يسوع بعد القبض عليه وأخذه إلى بيت رئيس كهنة اليهود، ويوحنا كان التلميذ الوحيد المتواجد عند أقدام الصليب وأثناء وجود يسوع على الصليب طلب منه الاعتناء بأمه مريم من بعده ، وبعد القيامة ذهب يوحنا مع بطرس عدوا إلى قبر يسوع للتأكد من خبر قيامته ووصل يوحنا إلى هناك أولا وكان أول من آمن – من التلاميذ - بقيامة المسيح ، ولاحقا عندما ظهر يسوع لسبعة من تلاميذه على شاطئبحيرة جنيسارات كان يوحنا مرة أخرى أول من تعرف على يسوع.
كان يوحنا معتادا أثناء كتابة إنجيله على عدم ذكر اسمه بل كان يكتب «التلميذ الذي كان يسوع يحبه»، وبعد صعود يسوع إلى السماء أخذ يوحنا مع بطرس مكانة هامة في قيادة الكنيسة الناشئة، ومع بطرس قام بشفاء كسيح على باب الهيكل ، ومع بطرس أيضا ألقي في السجن بسبب تبشيرهما بالمسيح ، كما أنه كان أيضا برفقة بطرس عندما زارا السامرة لمباركة المهتدين الجدد.
بعد صعود يسوع بقي يوحنا مع تلاميذ آخرين في فلسطين قرابة الإثني عشر عاما وبعد أن بدأ اضطهاد الملك هيرودس أغريباس للمسيحيين تفرق الرسل في مختلف الإمارات الرومانية ، ويُعتقد أن يوحنا كان قد توجه حينها إلى آسيا الصغرى للمرة الأولى حيث بشر هناك، وعلى كل حال كان يوجد جماعات مسيحية في أفسس قبل وصول بولس الرسول إليها، ولكن من المؤكد بحسب الإنجيل أن يوحنا عاد مع عدد من التلاميذ إلى أورشليم وعقدوا فيها ما عرف بمجمع الرسل حوال عام 51 م، وقد ذكر الرسول بولس في رسالته إلى الغلاطيين بأنه زار أورشليم والتقى فيها ببطرس ويوحنا ويعقوب الصغير وسماهم بـ «أعمدة الكنيسة» وأخذ منهم يمين الشركة أي أعترفوا به كرسول للمسيح (غلاطيين 2 : 9) وهذا يدل على اهمية يوحنا في جسم الكنيسة الأولى.

## يوحنا في التقليد الكنسي

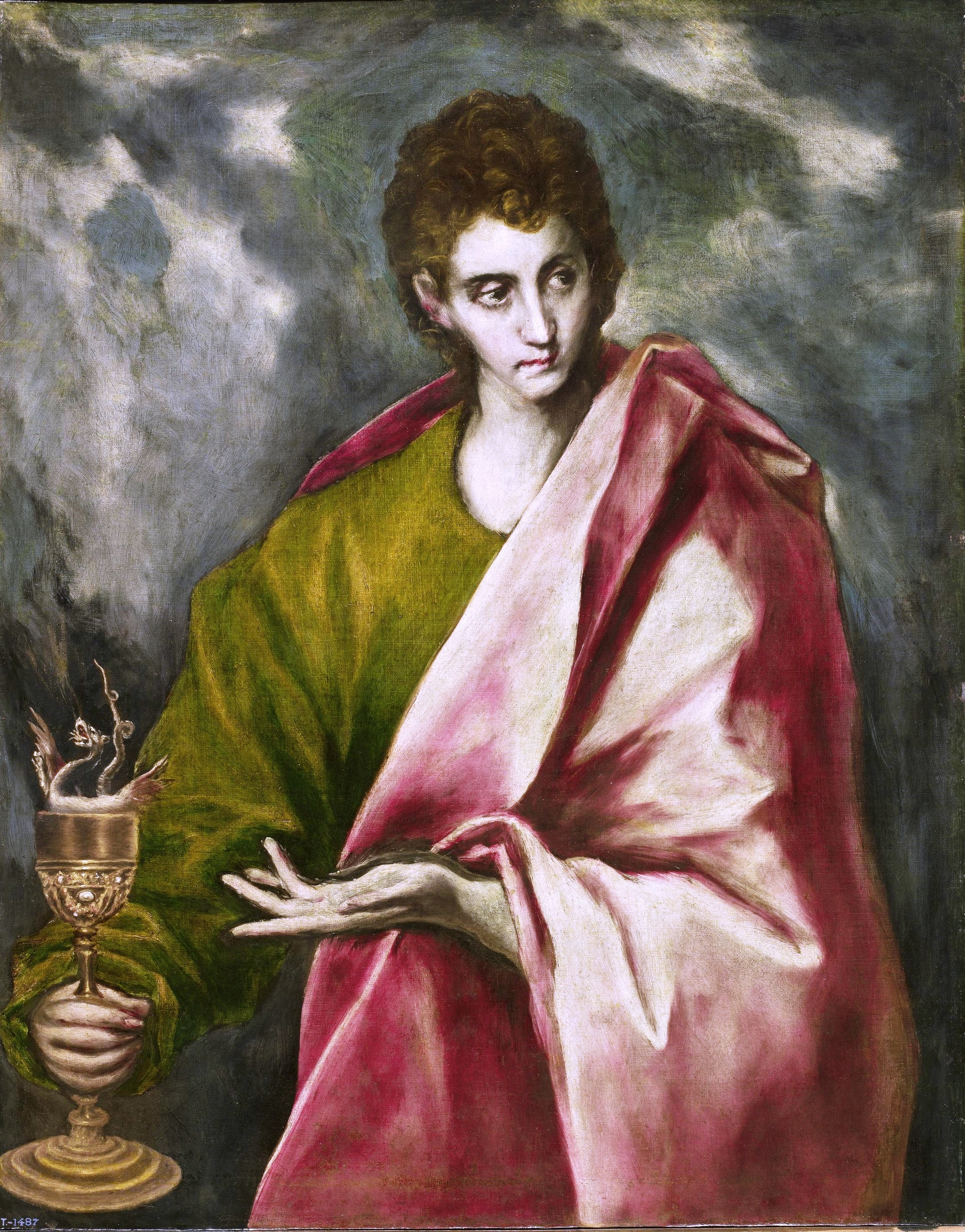
القديس يوحنا الإنجيلي.

يعتقد بأن يوحنا هو كاتب خمسة أسفار من أسفار كتاب العهد الجديد وهي إنجيل يوحنا رسائل يوحنا الثلاث وسفر الرؤيا بحسب التقليد اللاتيني وليس الأرثوذكسي فأن يوحنا انتقل وبرفقته مريم والدة يسوع إلى مدينة أفسس جنوب آسيا الصغرى، حيث اعتنى يوحنا بالعذراء كابن متفان حتى وفاتها، ويعتقد أنه كتب في تلك المدينة الرسائل الثلاث المنسوبة إليه، بعد ذلك ألقي القبض عليه من قبل السلطات الرومانية ونفي إلى جزيرة بطمس اليونانية ويظن أنه كتب هناك سفر الرؤيا، وبحسب كتابات ترتليانوس فإن الرومان حاولوا تعذيب يوحنا قبل إرساله إلى منفاه وذلك بوضعه في قدر زيت مغلي كبير ولكن ذلك لم يؤذه بشئ، يعتقد أنه الوحيد الذي مات موتا طبيعيا بين التلاميذ الإثني عشر ويعتقد أن قبره موجود في مدينة سلجوق التركية.
في الإيقونات واللوحات والأعمال الفنية يصور القديس يوحنا وهو حامل إنجيله ويوجد نسر أو ملاك خلفه دلالة على فكر يوحنا اللاهوتي الكبير.

## يوحنا في لوحة العشاء الأخير
بعد النجاح الكبير الذي حققته رواية دان براون (شيفرة دا فينشي) أثيرت أسئلة كثيرة حول شخصية يوحنا في لوحة العشاء الأخير للفنان ليوناردو دا فينشي والذي كان موقعه فيها إلى جانب المسيح حيث قدمته الرواية على أنه مريم المجدلية، ولكن بكل الأحوال جنح معظم الفنانين المعاصرين لدا فينشي بإيحاء من روايات التقليد الكنسي على تصوير يوحنا في لوحاتهم على أنه شاب يافع جدا لم تنبت لحيته بعد، وهو ذو ملامح أنثوية تماما كالعادة التي درجوا عليها برسم شبان إيطاليا في ذلك الوقت، وتجدر الملاحظة إلى وجود بعض اللوحات لهؤلاء الرسامين تظهر الرسل الآخرين وشخصيات كتابية مختلفة من ضمنها المسيح أيضا بذات المظهر الإنثوي.

## أسفار العهد الجديد المنسوبة إلى يوحنا
- إنجيل يوحنا
- رسالة يوحنا الأولى
- رسالة يوحنا الثانية
- رسالة يوحنا الثالثة
- رؤيا يوحنا

## مواقع خارجية
- الموسوعة الكاثوليكية